# زنبق پیردختر
زنبق پیردختر (نام علمی: Iris rosenbachiana) نام یک گونه از سرده زنبق است.